# 윈도우 워크플로 파운데이션

이 하위 시스템은 닷넷 프레임워크 3.0의 일부이다.

윈도우 워크플로 파운데이션(Windows Workflow Foundation)은 워크플로를 실행하고 관리하고 정의하는 마이크로소프트 기술이다. 이 기술은 윈도우 비스타 운영 체제에 자체적으로 지원하는 닷넷 프레임워크 3.0의 일부이며 윈도우 XP 서비스팩 2와 윈도우 서버 2003 운영 체제에서도 설치하여 사용할 수 있다.

## 워크플로 만들기
XML 기반 언어 XAML은 보통 워크플로의 구조를 선언하는 데 사용된다. 그러나 워크플로는 또한 닷넷을 대상으로 하는 언어(VB.NET, C 샤프, C++/CLI)를 사용하여 코드 안에서도 표현할 수 있다.
워크플로는 활동(activity)을 구성한다. 개발자들은 저만의 도메인 특화 활동을 쓰고 워크플로 안에서 사용할 수 있다. WF는 또한 몇 가지 제어 플로우 개념을 이루는 일반 목적의 활동의 모임을 제공한다.
윈도 워크플로 파운데이션은 비주얼 스튜디오 2005에 대한 확장의 비교 집합으로부터 지원을 받는다. 이러한 확장은 다음의 항목을 포함하고 있다.
- 비주얼 워크플로 디자이너: 사용자들이 워크플로를 설계할 수 있다.
- 비주얼 디버거: 사용자들이 설계된 워크플로를 디버깅할 수 있다.
- 프로젝트 시스템: Visual Studio 2005 안에서 워크플로를 컴파일할 수 있다.

## 워크플로의 종류
워크플로 파운데이션(WF)을 사용하면 아래와 같이 세 가지 종류의 워크플로를 만들 수 있다:
- Sequential Workflow
- State-Machine Workflow
- Rules-driven Workflow

## 서적
- Essential Windows Workflow Foundation, Dharma Shukla/Bob Schmidt, Addison-Wesley Professional, 13 October 2006. ISBN 0-321-39983-8
- Foundations of WF ISBN 1-59059-718-4, Brian R. Myers, Apress, 23 October 2006.  ISBN 1-59059-718-4
- Pro WF:  Windows Workflow in .NET 3.0, Bruce Bukovics, Apress, 19 February 2007. ISBN 1-59059-778-8
- Professional Windows Workflow Foundation ISBN 0-470-05386-0, Todd Kitta, Wrox, 12 March 2007.  ISBN 0-470-05386-0
- Microsoft Windows Workflow Foundation Step by Step, Kenn Scribner, Microsoft Press, 28 February 2007. ISBN 0-7356-2335-X